# 亚硝酸铵
亚硝酸铵是亚硝酸的铵盐，化学式为NH4NO2。它被用作灭鼠剂、杀微生物剂和农业上的杀虫剂，对人和水生生物都有很强的毒性。
用臭氧或过氧化氢氧化氨，或亚硝酸钡/铅与硫酸铵反应、亚硝酸银与氯化铵反应，滤去沉淀都可得到亚硝酸铵。将溶液浓缩会得到无色亚硝酸铵晶体。它可溶于水，加热或与酸反应都会分解生成氮气：
NH4NO2 → N2 + 2H2O
实验室制取氮气的一种方法，就是共热亚硝酸钠与氯化铵的混合溶液，利用了亚硝酸铵的分解反应。